# Eiskunstlauf-Europameisterschaften 2019
Die 111. Eiskunstlauf-Europameisterschaften fanden vom 21. bis 27. Januar 2019 in der Minsk-Arena der belarussischen Hauptstadt Minsk statt. Neben Minsk bewarben sich auch Zagreb, Graz, Kiew und Tallinn um die Austragung.

## Qualifikationskriterien
| Minimale Punktzahl der technischen Elemente | Minimale Punktzahl der technischen Elemente | Minimale Punktzahl der technischen Elemente |
| Disziplin                                   | Kurzprogramm / Kurztanz                     | Kür / Kürtanz                               |
| ------------------------------------------- | ------------------------------------------- | ------------------------------------------- |
| Herren                                      | 25                                          | 45                                          |
| Damen                                       | 20                                          | 36                                          |
| Paare                                       | 20                                          | 36                                          |
| Eistanz                                     | 19                                          | 29                                          |

Die Ergebnisse müssen bei einem von der ISU anerkannten internationalen Wettbewerb in der laufenden oder der vorherigen Saison erreicht worden sein. Die erforderlichen Punktzahlen für Kurzprogramm und Kür können bei unterschiedlichen Wettbewerben erreicht werden.

## Bilanz

### Medaillenspiegel
| Platz | Land       | Gold | Silber | Bronze | Gesamt |
| ----- | ---------- | ---- | ------ | ------ | ------ |
| 1     | Frankreich | 2    | 0      | 0      | 2      |
| 2     | Russland   | 1    | 4      | 1      | 6      |
| 3     | Spanien    | 1    | 0      | 0      | 1      |
| 4     | Italien    | 0    | 0      | 2      | 2      |
| 5     | Finnland   | 0    | 0      | 1      | 1      |

### Medaillengewinner
| Konkurrenz | Gold                                    | Silber                                 | Bronze                               |
| ---------- | --------------------------------------- | -------------------------------------- | ------------------------------------ |
| Herren     | Javier Fernández                        | Alexander Samarin                      | Matteo Rizzo                         |
| Damen      | Sofja Samodurowa                        | Alina Sagitowa                         | Viveca Lindfors                      |
| Paare      | Vanessa James / Morgan Ciprès           | Jewgenija Tarassowa / Wladimir Morosow | Alexandra Boikowa / Dmitri Koslowski |
| Eistanz    | Gabriella Papadakis / Guillaume Cizeron | Alexandra Stepanowa / Iwan Bukin       | Charlène Guignard / Marco Fabbri     |

## Ergebnisse

### Herren
Der Spanier Javier Fernández gewann seinen siebten Europameistertitel in Folge.
| Platz                          | Sportler              | Land                   | Punkte | KP | KP     | K  | K      |
| ------------------------------ | --------------------- | ---------------------- | ------ | -- | ------ | -- | ------ |
| 1                              | Javier Fernández      | Spanien                | 271,59 | 3  | 91,84  | 1  | 179,75 |
| 2                              | Alexander Samarin     | Russland               | 269,84 | 2  | 91,97  | 2  | 177,87 |
| 3                              | Matteo Rizzo          | Italien                | 247,08 | 10 | 81,41  | 3  | 165,67 |
| 4                              | Kévin Aymoz           | Frankreich             | 246,34 | 4  | 88,02  | 4  | 158,32 |
| 5                              | Michail Koljada       | Russland               | 240,87 | 1  | 100,49 | 11 | 140,38 |
| 6                              | Daniel Grassl         | Italien                | 236,70 | 9  | 81,69  | 5  | 155,01 |
| 7                              | Michal Březina        | Tschechien             | 234,25 | 8  | 83,66  | 6  | 150,59 |
| 8                              | Alexander Majorov     | Schweden               | 225,38 | 11 | 79,88  | 8  | 145,50 |
| 9                              | Oleksij Bytschenko    | Israel                 | 220,50 | 7  | 84,19  | 13 | 136,31 |
| 10                             | Moris Qwitelaschwili  | Georgien               | 219,79 | 15 | 73,04  | 7  | 146,75 |
| 11                             | Deniss Vasiļjevs      | Lettland               | 219,50 | 12 | 78,87  | 10 | 140,63 |
| 12                             | Adam Siao Him Fa      | Frankreich             | 218,06 | 13 | 76,70  | 9  | 141,36 |
| 13                             | Daniel Samohin        | Israel                 | 217,17 | 6  | 86,48  | 14 | 130,69 |
| 14                             | Maxim Kowtun          | Russland               | 216,18 | 5  | 87,70  | 16 | 128,48 |
| 15                             | Paul Fentz            | Deutschland            | 209,96 | 17 | 69,70  | 12 | 140,26 |
| 16                             | Vladimir Litvintsev   | Aserbaidschan          | 204,28 | 14 | 73,60  | 15 | 130,68 |
| 17                             | Aleksandr Selevko     | Estland                | 195,13 | 16 | 69,94  | 20 | 125,19 |
| 18                             | Sondre Oddvoll Bøe    | Norwegen               | 192,01 | 20 | 66,03  | 18 | 125,98 |
| 19                             | Matyáš Bělohradský    | Tschechien             | 191,22 | 18 | 67,40  | 21 | 123,82 |
| 20                             | Luc Maierhofer        | Österreich             | 189,00 | 21 | 63,63  | 19 | 125,37 |
| 21                             | Graham Newberry       | Vereinigtes Königreich | 188,62 | 22 | 61,33  | 17 | 127,29 |
| 22                             | Iwan Schmuratko       | Ukraine                | 178,29 | 19 | 67,26  | 24 | 111,03 |
| 23                             | Irakli Maissuradse    | Georgien               | 174,43 | 24 | 60,89  | 22 | 113,54 |
| 24                             | Davide Lewton Brain   | Monaco                 | 173,61 | 23 | 61,07  | 23 | 112,54 |
| Nicht für die Kür qualifiziert |                       |                        |        |    |        |    |        |
| 25                             | Igor Rezniczenko      | Polen                  | 59,99  | 25 | 59,99  | —  | —      |
| 26                             | Slawik Hajrapetjan    | Armenien               | 59,97  | 26 | 59,97  | —  | —      |
| 27                             | Nikolaj Majorov       | Schweden               | 59,68  | 27 | 59,68  | —  | —      |
| 28                             | Burak Demirboğa       | Türkei                 | 56,95  | 28 | 56,95  | —  | —      |
| 29                             | Niki Obrejkow         | Bulgarien              | 56,54  | 29 | 56,54  | —  | —      |
| 30                             | Jakau Sjanko          | Belarus                | 56,38  | 30 | 56,38  | —  | —      |
| 31                             | Lukas Britschgi       | Schweiz                | 55,86  | 31 | 55,86  | —  | —      |
| 32                             | Roman Galay           | Finnland               | 55,40  | 32 | 55,40  | —  | —      |
| 33                             | Conor Stakelum        | Irland                 | 55,03  | 33 | 55,03  | —  | —      |
| 34                             | Hector Alonso Serrano | Spanien                | 53,94  | 34 | 53,94  | —  | —      |
| 35                             | Michael Neuman        | Slowakei               | 53,38  | 35 | 53,38  | —  | —      |
| 36                             | Thomas Kennes         | Niederlande            | 48,57  | 36 | 48,57  | —  | —      |
| 37                             | Alexander Borovoj     | Ungarn                 | 46,56  | 37 | 46,56  | —  | —      |

### Damen
| Platz                          | Sportlerin               | Land                   | Punkte | KP | KP    | K  | K      |
| ------------------------------ | ------------------------ | ---------------------- | ------ | -- | ----- | -- | ------ |
| 1                              | Sofja Samodurowa         | Russland               | 213,84 | 2  | 72,88 | 1  | 140,96 |
| 2                              | Alina Sagitowa           | Russland               | 198,34 | 1  | 75,00 | 4  | 123,34 |
| 3                              | Viveca Lindfors          | Finnland               | 194,40 | 4  | 65,61 | 3  | 128,79 |
| 4                              | Stanislawa Konstantinowa | Russland               | 189,72 | 11 | 56,76 | 2  | 132,96 |
| 5                              | Laurine Lecavelier       | Frankreich             | 180,05 | 6  | 63,29 | 6  | 116,76 |
| 6                              | Alexia Paganini          | Schweiz                | 179,90 | 3  | 65,64 | 7  | 114,26 |
| 7                              | Maé-Bérénice Méité       | Frankreich             | 177,10 | 8  | 58,95 | 5  | 118,15 |
| 8                              | Emmi Peltonen            | Finnland               | 170,03 | 10 | 58,06 | 8  | 111,97 |
| 9                              | Nicole Rajičová          | Slowakei               | 169,03 | 5  | 64,08 | 12 | 104,95 |
| 10                             | Eliška Březinová         | Tschechien             | 166,77 | 12 | 55,85 | 9  | 110,92 |
| 11                             | Alexandra Fejgin         | Bulgarien              | 164,20 | 9  | 58,80 | 11 | 105,40 |
| 12                             | Ekaterina Ryabova        | Aserbaidschan          | 163,17 | 7  | 59,95 | 13 | 103,22 |
| 13                             | Ivett Tóth               | Ungarn                 | 160,83 | 13 | 54,90 | 10 | 105,93 |
| 14                             | Julia Sauter             | Rumänien               | 153,15 | 14 | 54,29 | 15 | 98,86  |
| 15                             | Yasmine Kimiko Yamada    | Schweiz                | 151,12 | 18 | 51,21 | 14 | 99,91  |
| 16                             | Nicole Schott            | Deutschland            | 149,26 | 19 | 50,68 | 16 | 98,58  |
| 17                             | Daša Grm                 | Slowenien              | 147,29 | 15 | 53,50 | 17 | 93,79  |
| 18                             | Anita Östlund            | Schweden               | 144,66 | 17 | 52,76 | 18 | 91,90  |
| 19                             | Lucrezia Gennaro         | Italien                | 143,10 | 16 | 52,91 | 20 | 90,19  |
| 20                             | Natasha McKay            | Vereinigtes Königreich | 140,08 | 22 | 48,20 | 19 | 91,88  |
| 21                             | Nathalie Weinzierl       | Deutschland            | 134,58 | 24 | 46,09 | 21 | 88,49  |
| 22                             | Anastasia Galustjan      | Armenien               | 132,63 | 21 | 48,38 | 22 | 84,25  |
| 23                             | Pernille Sørensen        | Dänemark               | 131,78 | 20 | 50,59 | 23 | 81,19  |
| 24                             | Antonina Dubinina        | Serbien                | 120,25 | 23 | 47,20 | 24 | 73,05  |
| Nicht für die Kür qualifiziert |                          |                        |        |    |       |    |        |
| 25                             | Elżbieta Gabryszak       | Polen                  | 45,77  | 25 | 45,77 | —  | —      |
| 26                             | Sophia Schaller          | Österreich             | 44,20  | 26 | 44,20 | —  | —      |
| 27                             | Gerli Liinamäe           | Estland                | 44,08  | 27 | 44,08 | —  | —      |
| 28                             | Kyarha van Tiel          | Niederlande            | 44,00  | 28 | 44,00 | —  | —      |
| 29                             | Lara Naki Gutmann        | Italien                | 43,96  | 29 | 43,96 | —  | —      |
| 30                             | Silvia Hugec             | Slowakei               | 43,33  | 30 | 43,33 | —  | —      |
| 31                             | Valentina Matos          | Spanien                | 42,86  | 31 | 42,86 | —  | —      |
| 32                             | Paulina Ramanauskaitė    | Litauen                | 42,31  | 32 | 42,31 | —  | —      |
| 33                             | Camilla Gjersem          | Norwegen               | 39,81  | 34 | 39,81 | —  | —      |
| 34                             | Hana Cvijanović          | Kroatien               | 38,00  | 35 | 38,00 | —  | —      |
| 35                             | Elizabete Jubkane        | Lettland               | 37,75  | 35 | 37,75 | —  | —      |
| 36                             | Anastassija Hoschwa      | Ukraine                | 35,51  | 36 | 35,51 | —  | —      |

### Paare
Zum ersten Mal seit 1932 gewann mit Vanessa James und Morgan Ciprès wieder ein französisches Paar.
| Platz | Sportler                                 | Land                   | Punkte,       | KP | KP    | K             | K             |
| ----- | ---------------------------------------- | ---------------------- | ------------- | -- | ----- | ------------- | ------------- |
| 1     | Vanessa James / Morgan Ciprès            | Frankreich             | 225,66        | 1  | 76,55 | 1             | 149,11        |
| 2     | Jewgenija Tarassowa / Wladimir Morosow   | Russland               | 218,82        | 2  | 73,90 | 2             | 144,92        |
| 3     | Alexandra Boikowa / Dmitri Koslowski     | Russland               | 205,28        | 4  | 72,58 | 3             | 132,70        |
| 4     | Nicole Della Monica / Matteo Guarise     | Italien                | 205,14        | 3  | 73,70 | 4             | 131,44        |
| 5     | Darja Pawljutschenko / Denis Chodykin    | Russland               | 185,92        | 5  | 65,89 | 6             | 120,03        |
| 6     | Minerva Fabienne Hase / Nolan Seegert    | Deutschland            | 180,56        | 6  | 60,08 | 5             | 120,48        |
| 7     | Laura Barquero / Aritz Maestu            | Spanien                | 160,16        | 9  | 53,89 | 7             | 106,27        |
| 8     | Lana Petranović / Antonio Souza-Kordeiru | Kroatien               | 151,89        | 10 | 50,99 | 8             | 100,90        |
| 9     | Rebecca Ghilardi / Filippo Ambrosini     | Italien                | 147,75        | 8  | 54,48 | 10            | 93,27         |
| 10    | Zoe Jones / Christopher Boyadji          | Vereinigtes Königreich | 138,85        | 11 | 45,33 | 9             | 93,52         |
| Z     | Miriam Ziegler / Severin Kiefer          | Österreich             | Zurückgezogen | 7  | 57,70 | Zurückgezogen | Zurückgezogen |

### Eistanz
| Platz                              | Sportler                                | Land                   | Pkt,   | KT | KT    | K  | K      |
| ---------------------------------- | --------------------------------------- | ---------------------- | ------ | -- | ----- | -- | ------ |
| 1                                  | Gabriella Papadakis / Guillaume Cizeron | Frankreich             | 217,98 | 1  | 84,79 | 1  | 133,19 |
| 2                                  | Alexandra Stepanowa / Iwan Bukin        | Russland               | 206,41 | 2  | 81,37 | 2  | 125,04 |
| 3                                  | Charlène Guignard / Marco Fabbri        | Italien                | 199,84 | 3  | 79,05 | 4  | 120,79 |
| 4                                  | Wiktorija Sinizina / Nikita Kazalapow   | Russland               | 193,95 | 5  | 70,24 | 3  | 123,71 |
| 5                                  | Natalia Kaliszek / Maksym Spodyriev     | Polen                  | 185,35 | 4  | 72,87 | 5  | 112,48 |
| 6                                  | Lilah Fear / Lewis Gibson               | Vereinigtes Königreich | 182,05 | 7  | 69,77 | 6  | 112,28 |
| 7                                  | Sara Hurtado / Kirill Khaliavin         | Spanien                | 180,67 | 8  | 69,28 | 7  | 111,39 |
| 8                                  | Olivia Smart / Adrián Díaz              | Spanien                | 176,84 | 6  | 70,02 | 9  | 106,82 |
| 9                                  | Sofja Jewdokimowa / Jegor Basin         | Russland               | 175,62 | 11 | 66,65 | 8  | 108,97 |
| 10                                 | Marie-Jade Lauriault / Romain Le Gac    | Frankreich             | 172,33 | 9  | 68,98 | 11 | 103,35 |
| 11                                 | Juulia Turkkila / Matthias Versluis     | Finnland               | 168,34 | 10 | 67,18 | 12 | 101,16 |
| 12                                 | Adelina Galyavieva / Louis Thauron      | Frankreich             | 168,02 | 13 | 64,62 | 10 | 103,40 |
| 13                                 | Allison Reed / Saulius Ambrulevičius    | Litauen                | 164,11 | 12 | 64,81 | 14 | 99,30  |
| 14                                 | Jasmine Tessari / Francesco Fioretti    | Italien                | 162,94 | 15 | 63,12 | 13 | 99,82  |
| 15                                 | Shari Koch / Christian Nüchtern         | Deutschland            | 159,81 | 14 | 63,45 | 15 | 96,36  |
| 16                                 | Darja Popowa / Wolodymyr Bjelikow       | Ukraine                | 152,01 | 16 | 60,01 | 17 | 92,00  |
| 17                                 | Robynne Tweedale / Joseph Buckland      | Vereinigtes Königreich | 149,66 | 18 | 57,38 | 16 | 92,28  |
| 18                                 | Anna Kublikowa / Juryj Hulizki          | Belarus                | 147,51 | 19 | 57,08 | 18 | 90,43  |
| 19                                 | Anna Yanovskaya / Ádám Lukács           | Ungarn                 | 147,32 | 17 | 58,70 | 19 | 88,62  |
| 20                                 | Shira Ichilov / Vadim Davidovich        | Israel                 | 142,12 | 20 | 54,92 | 20 | 87,20  |
| Nicht für den Kürtanz qualifiziert |                                         |                        |        |    |       |    |        |
| 21                                 | Carolina Moscheni / Andrea Fabbri       | Italien                | 54,20  | 21 | 54,20 | —  | —      |
| 22                                 | Justyna Plutowska / Jérémie Flemin      | Polen                  | 52,08  | 22 | 52,08 | —  | —      |
| 23                                 | Teodora Markowa / Simon Dase            | Bulgarien              | 52,07  | 23 | 52,07 | —  | —      |
| 24                                 | Victoria Manni / Carlo Röthlisberger    | Schweiz                | 50,63  | 24 | 50,63 | —  | —      |
| 25                                 | Katerina Bunina / German Frolov         | Estland                | 44,82  | 25 | 44,82 | —  | —      |